# Kelan Martin
Kelan Martin, né le 3 août 1995 à Louisville dans le Kentucky, est un joueur américain de basket-ball évoluant au poste d'ailier.

## Biographie
Non sélectionné lors de la draft 2018, il part une saison dans le championnat allemand afin de jouer sous les couleurs du MHP Riesen Ludwigsbourg.
Le 9 août 2019, il signe un contrat two-way avec les Timberwolves du Minnesota pour la saison saison 2019-2020.
Le 26 novembre 2020, il signe pour deux saisons avec les Pacers de l'Indiana. Il est coupé le 6 janvier 2022.
Fin février 2022, il signe pour 10 jours en faveur des Celtics de Boston.

## Records sur une rencontre en NBA
Les records personnels de Kelan Martin en NBA sont les suivants :
| Type de statistique        | Saison régulière | Saison régulière          | Saison régulière |
| Type de statistique        | Record           | Adversaire                | Date             |
| -------------------------- | ---------------- | ------------------------- | ---------------- |
| Points                     | 21               | @ Nuggets de Denver       | 23 février 2020  |
| Paniers marqués            | 7                | @ Nuggets de Denver       | 23 février 2020  |
| Paniers tentés             | 15               | 2 fois                    | 2 fois           |
| Paniers à 3 points réussis | 3                | 2 fois                    | 2 fois           |
| Paniers à 3 points tentés  | 8                | @ Nuggets de Denver       | 23 février 2020  |
| Lancers francs réussis     | 5                | @ Clippers de Los Angeles | 1er février 2020 |
| Lancers francs tentés      | 5                | @ Clippers de Los Angeles | 1er février 2020 |
| Rebonds offensifs          | 2                | 2 fois                    | 2 fois           |
| Rebonds défensifs          | 9                | Nets de Brooklyn          | 30 décembre 2019 |
| Rebonds totaux             | 9                | Nets de Brooklyn          | 30 décembre 2019 |
| Passes décisives           | 4                | @ Mavericks de Dallas     | 24 février 2020  |
| Interceptions              | 2                | Hawks d'Atlanta           | 5 février 2020   |
| Contres                    | 2                | @ Bucks de Milwaukee      | 1er janvier 2020 |
| Balles perdues             | 3                | @ Clippers de Los Angeles | 1er février 2020 |
| Minutes jouées             | 35               | Nets de Brooklyn          | 30 décembre 2019 |

- Double-double : 0
- Triple-double : 0

Dernière mise à jour : 15 septembre 2020